# Adventskyrkan, Hjortkvarn
Adventskyrkan i Hjortkvarn är en kyrkobyggnad i Hjortkvarn i Strängnäs stift. Den tillhör Sköllersta församling.

## Kyrkobyggnaden
Kyrkan, som ligger i utkanten av samhället invid Hjortkvarnsån, är uppförd med en spånklädd och tjärad trästomme. Den består av långhus med rakt kor i öster och indraget kyrktorn i väster. Kyrkan uppfördes åren 1931-1933 efter ritningar av arkitekt Martin Westerberg. 2 december 1933 invigdes kyrkan av biskop Gustav Aulén. 1955 sattes glasmålningar utförda av Jan Brazda in i korfönstret. En ombyggnad genomfördes 1970 efter program av arkitekt Jerk Alton då man tog bort sakristian och doprummet. Sakristian flyttades in i vapenhuset. En senare utbyggnad har genomförts.

## Inventarier
- Två kyrkklockor är tillverkade 1933 av Bergholtz klockgjuteri.
- Dopfunten är tillverkad efter ritningar av Jerk Alton och kom på plats 1970.

### Orgel
- Tidigare användes ett harmonium i kyrkan.
- Den nuvarande orgeln är byggd 1959 av Åkerman & Lund, Knivsta och är en mekanisk orgel.

| Manual                | Pedal      | Koppel   |  |
| Gedackt 8’ B/D        | Subbas 16’ | Man/Ped. |  |
| Principal 4’ B/D      |            |          |  |
| Rörflöjt 4' B/D       |            |          |  |
| Kvintadena 2' B       |            |          |  |
| Sesquialtera 2 chor D |            |          |  |
| Mixtur 3 chor B/D     |            |          |  |